# Diamantina, Minas Gerais
Diamantina(phát âm tiếng Bồ Đào Nha: [dʒiamɐ̃ˈtʃinɐ]) là một đô thị thuộc bang Minas Gerais, Brasil. Đô thị này có diện tích 3869,8 km², dân số năm 2007 là 44.229 người, mật độ 11,4 người/km².
Trong thời kỳ thuộc địa thế kỷ 18, nơi đây được biết đến với tên gọi Arraial do Tijuco. Vào thời đó, nơi đây là một trung tâm khai thác kim cương. Thành phố cũng là ví dụ nổi bật cho việc bảo tồn kiến trúc Baroque ở Brazil. Vì vậy, năm 1999, nó đã được UNESCO công nhận là một di sản thế giới.

## Địa lý
Thành phố nằm trong một khu vực núi, nằm cách thành phố thủ phủ bang là Belo Horizonte 292 km về phía Bắc. Độ cao trung bình của thành phố là 1.114 mét so với mực nước biển. Sông Jequitinhonha, một trong những dòng sông quan trọng nhất của Brazil chảy qua phía Đông của thành phố.

## Kinh tế
Các hoạt động kinh tế chủ yếu là du lịch, dịch vụ, tiểu thủ công nghiệp và nông nghiệp. GDP năm 2005 là 184 triệu Reais, với 140 triệu đến từ các dịch vụ, 23 triệu từ ngành công nghiệp, và 8 triệu USD từ nông nghiệp. Trong năm 2006, đã có 1.248 cơ sở sản xuất trên 73.000 ha đất. Chỉ có 24 cơ sở có máy kéo. Có 14.000 đầu gia súc.